# Anivabaai

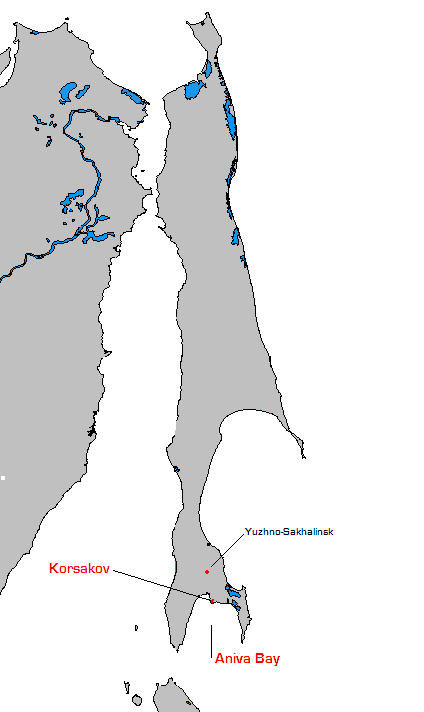
Locatie van de baai in het zuiden van Sachalin

De Anivabaai (Russisch: залив Анива; [zaliv Aniva], Japans: 亜庭湾) is een baai in de Zee van Ochotsk aan de zuidelijke kust van het eiland Sachalin tussen de schiereilanden Krilonski en Tonino-Anivski. Aan de zuidzijde heeft de baai een wijde monding naar de Straat La Pérouse. Ten zuiden daarvan ligt het Japanse eiland Hokkaido. Aan de baai liggen de steden Aniva en Korsakov.
De baai is 104 kilometer breedt en 90 kilometer lang, met een maximale diepte van 93 meter. Bij de monding wordt ze ook wel Lososejbocht genoemd. In de baai bevinden zich veel vissoorten, zoals zalmachtigen, haring, kabeljauw en schol en krabsoorten.
De baai kwam in het nieuws toen bleek dat het internationale energieconsortium van Sachalin-II bagger dumpte in de baai. Natuurbeschermingsorganisatie Sakhalin Environment Watch tekende hier protest tegen aan in verband met schade aan de natuur en de zalmstand.

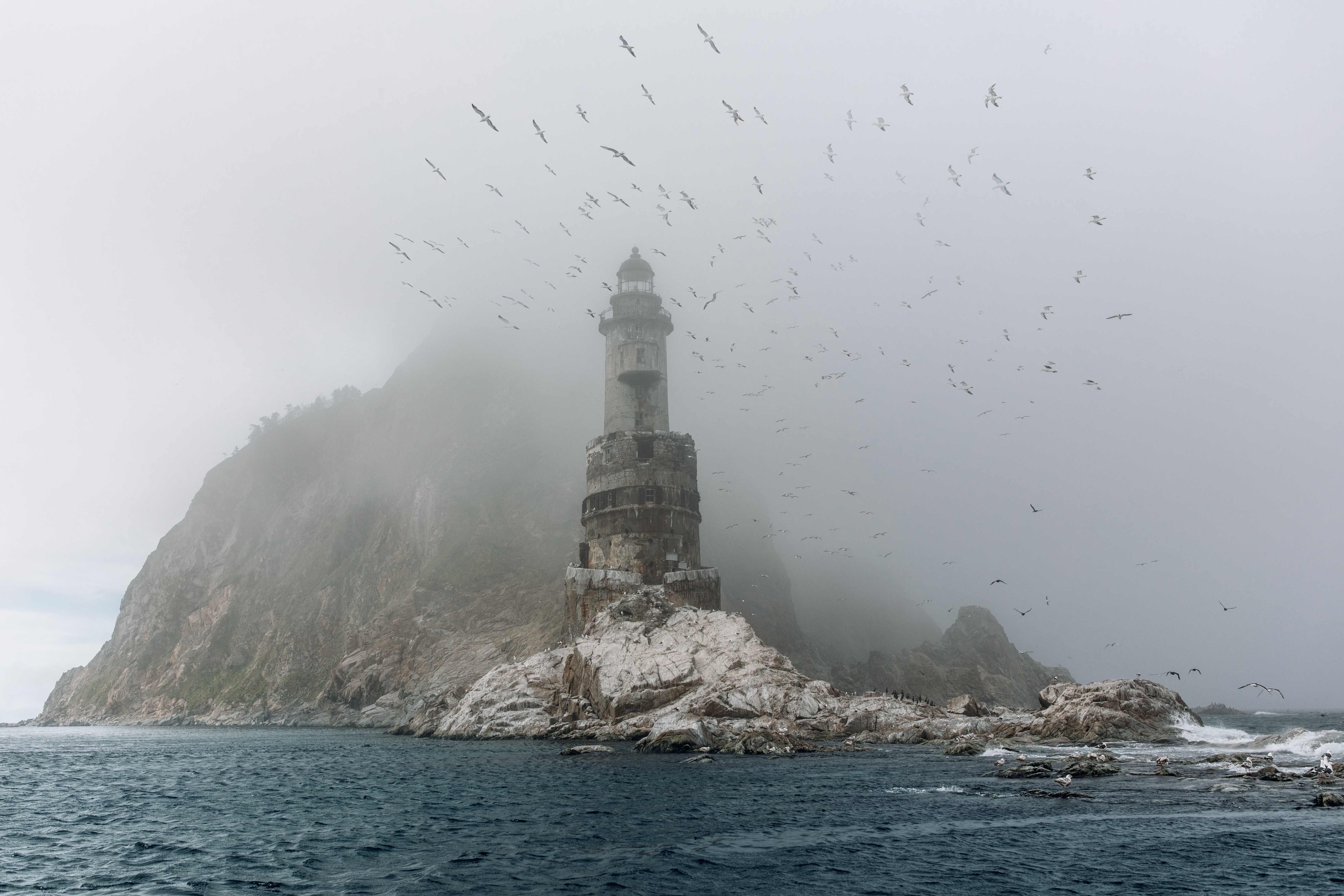
De vuurtoren van  Aniva op een mistige dag